# Jianshan Shuiku
Jianshan Shuiku (kinesiska: 尖山水库) är en reservoar i Kina. Den ligger i provinsen Fujian, i den sydöstra delen av landet, omkring 63 kilometer sydväst om provinshuvudstaden Fuzhou. Jianshan Shuiku ligger 697 meter över havet. I omgivningarna runt Jianshan Shuiku växer huvudsakligen savannskog.
Genomsnittlig årsnederbörd är 1 913 millimeter. Den regnigaste månaden är augusti, med i genomsnitt 374 mm nederbörd, och den torraste är oktober, med 19 mm nederbörd.